# 吹田幸隆
吹田 幸隆(ふきた ゆきたか、1972年8月28日 - ）は、北海道出身の元スキージャンプ選手。

## プロフィール
札幌市宮の丘小学校―宮の丘中学校 - 札幌日大高 - 日本大学 - 北海道拓殖銀行 - 雪印乳業
10歳のときジャンプ競技を始める。同い年に葛西紀明がおり、影に隠れた形であったが着実に実力を蓄え、大学時代には全日本学生のタイトルやユニバーシアードで2大会連続の優勝を経験。1995年たくぎんに入社するが翌1996年同部の廃部に伴い雪印乳業に移籍。1998年の長野オリンピックにはテストジャンパーとして参加した。
2000年3月9日の蔵王国際ジャンプNHK杯では当時のパッケンレコードを記録するなど長距離ジャンパーとして活躍。

2000年-2001年がベストシーズンで、6年目の社会人初優勝を皮切りにノルウェーでのコンチネンタルカップを含めて5勝を挙げた。2002年3月に現役引退している。

## 主な競技成績
- 1989.04.01(土)　第8回全国ジュニアオリンピック・スキー競技大会B組優勝
- 1990.01.07(日)　第31回雪印杯全日本ジャンプ大会少年組優勝
- 1990.12.23(土)　第21回名寄ピヤシリジャンプ大会少年組優勝
- 1990.12.24(日)　第6回吉田杯ジャンプ大会少年組優勝
- 1993.01.12(火)　第66回全日本学生スキー選手権大会優勝
- 1993.02　　　　 第16回ユニバーシアード冬季大会（ポーランド・ザコパネ）個人ラージヒル優勝、団体優勝
- 1995.02　　　　 第17回ユニバーシアード冬季大会（スペイン・ハカ）個人ノーマルヒル優勝、団体2位
- 1995.03.19(日)　第29回雪印杯全日本ジャンプ旭川大会成年組優勝
- 2000.03.09(木)　第12回国際蔵王ジャンプ大会NHK杯2位（2本目に99.5mのバッケンレコードを記録）
- 2001.01.12(金)　第29回札幌オリンピック記念国際スキージャンプ競技大会優勝
- 2001.01.13(土)　第28回HTBカップ国際スキージャンプ競技大会優勝
- 2001.02.10(土)　第12回TVh杯ジャンプ大会優勝
- 2001.02.11(日)　第13回UHB杯ジャンプ大会優勝
- 2001.02.12(月)　第42回NHK杯ジャンプ大会2位（優勝は当時高校生の渡瀬雄太）
- 2001.03.10(土)　FISインターコンチネンタルカップ ノルウェー・ヴィケルスン大会優勝[1]
- 2002.03.29(金)　第3回伊藤杯シーズンファイナル大倉山ナイタージャンプ大会15位（引退試合）